# Amvrosij (Libin)
Amvrosij (světským jménem: Nikolaj Xenofontovič Libin; 26. ledna 1878, Kaluga – 29. listopadu 1937, Saratov) je ruský duchovní Ruské pravoslavné církve, biskup lužský a vikář leningradské eparchie.

## Život
Narodil se 26. ledna 1878 v Kaluze.
Studoval práva na Petrohradské univerzitě. Poté pracoval jako advokátní koncipient. Dne 12. prosince 1917 se stal členem bratrstva farních rad Petrohradu. Dne 14. prosince 1919 byl rukopoložen na diákona. Sloužil v Kazaňského chrámu. Kněžské svěcení přijal 22. května 1920. Později se stal ključarem Kazaňského chrámu a roku 1921 získal hodnost protojereje.
Dne 28. února 1923 byl zatčen a 14. března osvobozen. Znovu byl zatčen 3. února 1924 za působení v pravoslavných bratrstvech. Dne 26. září 1924 byl odsouzen ke dvěma letům v pracovních táborech. Trest vykonával v Soloveckém táboře zvláštního určení, kde pracoval jako úředník v kanceláři a byl členem ikonografické komise Soloveckého muzea. Po osvobození sloužil v chrámu Kristova vzkříšení v Petrohradu.
Když se v Leningradu objevili Josefité, zůstal věrný patriarchátu a musel odejít z chrámu. V červenci 1928 byl postřižen na monacha, povýšen na archimandritu a jmenován představeným Alexandro-Něvské lávry. Dne 14. července 1929 přijal biskupské svěcení na biskupa lužského a vikáře leningradské eparchie. Dne 10. října 1933 byl zbaven funkce představeného lávry.
Dne 20. března 1935 byl zatčen a zasedáním NKVD odsouzen k pěti letům exilu v Saratově. Dne 3. listopadu 1937 byl znovu zatčen za protisovětskou agitaci. Dne 21. listopadu byl odsouzen k trestu smrti zastřelením. Rozsudek byl vykonán 29. listopadu.